# Logan (Iowa)
Pour les articles homonymes, voir Logan.
La ville de Logan est le siège du comté de Harrison, dans l’État de l’Iowa, aux États-Unis. Sa population, qui s’élevait à 110 habitants lors du recensement de 2010, est estimée à 1 565 habitants au 1er juillet 2020.